# Ancistrus cryptophthalmus
Ancistrus cryptophthalmus är en fiskart som beskrevs av Reis, 1987. Ancistrus cryptophthalmus ingår i släktet Ancistrus och familjen Loricariidae. Inga underarter finns listade i Catalogue of Life.